# (1753) Mieke
(1753) Mieke – planetoida z pasa głównego planetoid okrążająca Słońce w ciągu 5 lat i 85 dni w średniej odległości 3,01 au. Została odkryta 10 maja 1934 roku w Leiden Station w Johannesburgu przez Hendrika van Genta. Nazwa planetoidy pochodzi od imienia żony Jana Oorta, holenderskiego astronoma, stałego pracownika oraz dyrektora Sterrewacht Leiden. Przed nadaniem nazwy planetoida nosiła oznaczenie tymczasowe (1753) 1934 JM.